# Liste der Einträge im National Register of Historic Places im Dickens County
Die Liste der Registered Historic Places im Dickens County führt alle Bauwerke und historischen Stätten im texanischen Dickens County auf, die in das National Register of Historic Places aufgenommen wurden.

## Aktuelle Einträge
| Lfd. Nr. | Name im NRHP                       | Bild | Datum der Eintragung | Adresse/Lage | Ort     | NRHP-ID  | Beschreibung |
| -------- | ---------------------------------- | ---- | -------------------- | ------------ | ------- | -------- | ------------ |
| 1        | Dickens County Courthouse and Jail |      | 4. Sep. 1980         | Public Sq.   | Dickens | 80004098 |              |